# Václav Migas
Václav Migas (16 de setembro de 1944 — 23 de setembro de 2000) foi um futebolista profissional tcheco que atuava como defensor.

## Carreira
Václav Migas fez parte do elenco da Seleção Checoslovaca de Futebol, na Copa de 70.